# Boreonykus
Boreonykus (лат.) — род тероподных динозавров из семейства дромеозаврид. Известен по ископаемым остаткам из верхнемеловых отложений провинции Альберта, Канада. Включает единственный вид — Boreonykus certekorum.
Фрагментарные останки дромеозаврид в Центральной Альберте были обнаружены ещё в 1980-х годах в местечке под названием Пайпстоун-Крик. В числе прочих были обнаружены ископаемые остатки 27 особей цератопсид Pachyrhinosaurus lakustai, которые первоначально отнесли к дромеозавриду Saurornitholestes sp.
Типовой вид Boreonykus certekorum назвали и описали в 2015 году Фил Белл и Филип Карри. Название рода — вариация др.-греч. boreonychus, что означает «северный коготь». Видовое название дано в честь нефтяной компании Certek Heating Solutions, которая предоставила финансовую помощь для проведения раскопок.
Голотип Boreonykus, TMP 1989.055.0047, был найден в формации Вапити, которая датируется поздним кампанским веком, 73,27 ± 0,25 млн лет. Голотип представляет собой правую часть лобной кости. К виду также относятся 14 отдельных зубов, а также несколько посткраниальных костей, возможно, принадлежавших одной особи: задний хвостовой позвонок, коготь второго пальца и серповидный коготь. Проблемным является факт отсутствия прямых доказательств принадлежности лобной кости и остального материала одному животному. Палеонтолог Андреа Кау (Cau, online 2015), добавив лобную кость в свою суперматрицу теропод, восстановил динозавра, которому она принадлежала, в нескольких разных позициях в пределах клады манирапториформ, причём ни в одном из полученных филогенетических деревьев она не попадает в состав дромеозаврид.
Была указана единственная аутапоморфия: гребни, граничащие с передней частью впадин вокруг супратемпорального отверстия, формируют острый угол в 55 %, вместе указывая назад.
Авторы описания поместили Boreonykus в подсемейство велоцирапторин в составе семейства дромеозаврид.